# Pterocyclophora
Pterocyclophora là một chi bướm đêm thuộc họ Erebidae.

## Loài
- Pterocyclophora hampsoni Semper, 1900
- Pterocyclophora huntei Warren, 1903
- Pterocyclophora pictimargo Hampson, 1893
- Pterocyclophora ridleyi Hampson, 1913